# Bor (Nižněnovgorodská oblast)
Bor (rusky Бор) je město v Nižněnovgorodské oblasti v Ruské federaci. Leží na levém břehu Volhy naproti městu Nižnij Novgorod, se kterým je od roku 1965 spojen Borským mostem a od roku 2012 také Nižněnovgorodskou lanovou dráhou. Sídlo bylo založeno již ve 14. století, městem je však teprve od roku 1938. V roce 2006 mělo 80 600 obyvatel. Funguje zde velká sklárna.
V Boru se roku 1942 narodil kosmonaut Vjačeslav Zudov.